# Jacobus Verwest

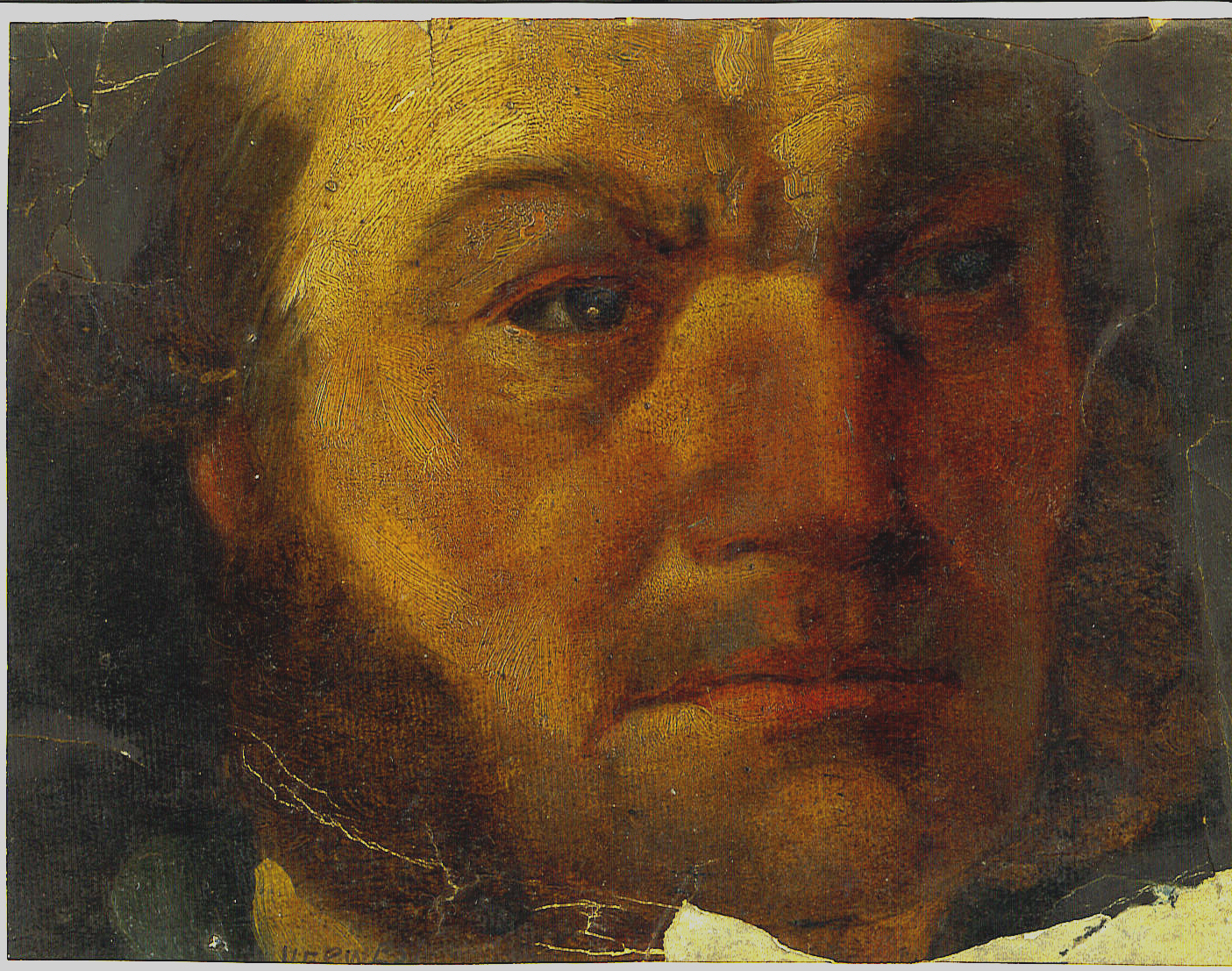
Jacobus Verwest

Jacobus Verwest (Goes 6 december 1782 - overleden na 1834) was een Vlaams kunstschilder.
In 1805 week Jacobus Verwest uit naar Gent, waar hij gedurende enkele jaren de cursussen aan de Academie voor Schone Kunsten volgde. Hij was er portretschilder.
Vanaf 1834 werd Jacobus Verwest in de registers van de burgerlijke stand als “afwezige” vermeld. De omstandigheden van zijn verdwijning zijn niet bekend, plaats en datum van overlijden evenmin. 
Jacobus is de overgrootvader van de Gentse kunstschilder Jules Verwest.